# 姚克 (1917年)
姚克（1917年—1969年5月24日），曾用名姚志均、王学文，男，陕西户县人，中华人民共和国政治人物，曾任中共安徽省委统战部部长，安徽省政协副主席，安徽省人民委员会副省长。

## 生平
姚克是陕西省户县付村人。毕业于西安二中。在户县善慧小学任教半年。1936年秋入学西安高中，参加中华民族解放先锋队，任民先队地方队部秘书。1937年11月入中共安吴青训班学习，1938年1月转入延安抗日军政大学。1938年8月结业，分配到河南确山竹沟的新四军后方留守处任排长。1938年10月在彭雪枫新四军第六支队任排长，随部东进豫东，在淮阳县与日军战斗右肩负伤致残。任新四军第六支队司令部卫生队副指导员、连政治指导员。1939年转地方工作，任永城县委秘书、永城县委组宣部长、永城县委副书记、书记；宿南工委书记，宿灵县委书记，淮北二地委组织部副部长、淮北三地委组织部部长，萧铜县委副书记、书记，淮北区党委城工部副部长。
1945年抗战胜利后，任华中七地委城工部长兼联络部长。1946年8月淮北脆败崩溃的危急时刻，挺身而出，组织来不及撤退的地方干部退入洪泽湖坚持斗争，自行组织洪泽湖工委任书记。1947年1月任江淮二地委副书记。
解放后，任皖北区党委党校副校长，滁县地委副书记，芜湖市委书记，蚌埠市委书记，安徽省委统战部部长，安徽省人民委员会秘书长，安徽省委常务委员、安徽省人民委员会副省长。 